# راهیان
راهیان نام یک مجموعهٔ تلویزیونی ایرانی به کارگردانی «علی بیابانی» است که در سال ۱۳۷۴ تولید و از شبکه ۱ سیمای جمهوری اسلامی ایران  پخش گردید.

## خلاصه داستان
علاوه بر آشنا کردن رانندگان با خطرات و سوانح جاده‌ای، این مجموعه تلویزیونی تلاش دارد تا گوشه‌ای از زحمات راهداری‌ها در هموار نمودن جاده‌ها و همچنین رفع مشکلاتِ ترابری در راه‌های کشور را به تصویر بکشد.

## بازیگران و عوامل تولید

### بازیگران
- ابراهیم آبادی
- محرم بسیم
- محمد ابهری
- سیامک اطلسی
- ولی‌الله مومنی
- حسین معلومی
- مهوش وقاری
- جهانگیر فروهر
- فیروز بهجت‌محمدی
- اصغر محبی
- مریم معترف
- هرمز سیرتی
- اسدالله منجزی
- مهدی قلی‌پور
- علی برجسته
- منوچهر علی‌پور
- مینا نوروزی
- اکبر محمدی
- قاسم صالحی
- حوریه جابرانصاری

### عوامل تولید
- نویسنده و کارگردان: علی بیابانی
- تصویربردار: حمید نصیری
- تدوین: محسن عبدلی
- تهیه‌کننده: محمدرضا اسکندری
- فرمت تصویر: ویدئویی
- تعداد قسمت‌ها: ۹ قسمت
- مدت زمان: ۴۰۵ دقیقه
- محصول: گروه اجتماعی شبکه ۱ سیمای جمهوری اسلامی ایران با همکاری وزارت راه و ترابری
- سال تولید و پخش: ۱۳۷۴